# Im Ae-ji
Im Ae-ji (født 11. maj 1999) er en sydkoreansk bokser.
Hun repræsenterede Sydkorea ved sommer-OL 2020 i Tokyo, hvor hun blev elimineret i ottendedelsfinalen.
Ved sommer-OL 2024 i Paris vandt hun bronze.